# Discographie de Mohombi
Voici la discographie du chanteur, compositeur, danseur d'origine congolaise et suédoise Mohombi composée de 2 album studio et de 14 singles.

## Albums
| MoveMeant                                                        | - Sortie : 28 février 2011 - Label : 2101, Interscope, Cherrytree, Island - Format : CD, digital download | 69 | 79 | 34 | 43 |
| "—" signifie que l'album n'est pas classé ou sorti dans le pays. | |    |    |    |    |

## Singles

### En tant qu'artiste principal
| Titre                                                              | Année | Meilleure position | Meilleure position | Meilleure position | Meilleure position | Meilleure position | Meilleure position | Meilleure position | Meilleure position | Meilleure position | Meilleure position | Certifications                      | Album     |   |
| Titre                                                              | Année | BEL                | CAN                | FRA                | P-B                | NOR                | SLO                | SUE                | ESP                | SUI                | UK                 | Certifications                      | Album     |   |
| ------------------------------------------------------------------ | ----- | ------------------ | ------------------ | ------------------ | ------------------ | ------------------ | ------------------ | ------------------ | ------------------ | ------------------ | ------------------ | ----------------------------------- | --------- | - |
| Bumpy Ride                                                         | 2010  | 7                  | 32                 | 3                  | 1                  | 3                  | 3                  | 6                  | 17                 | 41                 | —                  | - Danemark : Or - Suède: 2× Platine | MoveMeant |   |
| Miss Me (avec Nelly)                                               | 2010  | 123                | —                  | —                  | —                  | —                  | —                  | —                  | —                  | —                  | 66                 |                                     | MoveMeant |   |
| Dirty Situation (avec Akon)                                        | 2010  | 16                 | —                  | 40                 | —                  | —                  | 65                 | 54                 | —                  | —                  | —                  |                                     | MoveMeant |   |
| Coconut Tree (avec Nicole Scherzinger)                             | 2011  | 13                 | 80                 | 75                 | —                  | 9                  | 32                 | 8                  | 16                 | —                  | —                  | - Suède : Platine                   | MoveMeant |   |
| Maraca                                                             | 2011  | —                  | —                  | —                  | —                  | —                  | —                  | 14                 | —                  | —                  | —                  |                                     | MoveMeant |   |
| In Your Head                                                       | 2012  | 76                 | —                  | 77                 | —                  | —                  | —                  | —                  | —                  | —                  | —                  |                                     | MoveMeant |   |
| I Don't Wanna Party Without You                                    | 2013  | —                  | —                  | —                  | —                  | —                  | —                  | —                  | —                  | —                  | —                  |                                     | TBA       |   |
| Hello                                                              | 2019  | —                  | —                  | —                  | —                  | —                  | —                  | —                  | —                  | —                  | —                  | —                                   | —         | — |
| Chocola, (avec. Bayanni, Dawda)                                    | 2023  | —                  | —                  | —                  | —                  | —                  | —                  | —                  | —                  | —                  | —                  | —                                   | —         | — |
| "—" signifie que le single n'est pas sorti ou classé dans le pays. |       |                    |                    |                    |                    |                    |                    |                    |                    |                    |                    |                                     |           |   |

### En tant qu'artiste invité
| Sexy (Les Jumo avec Mohombi)                                       | 2011 | —  | —  | TBA |
| Suave (Kiss Me)' (Nayer avec Mohombi and Pitbull)                  | 2011 | 34 | 60 | TBA |
| Se Fue (Arash avec Mohombi)                                        | 2017 | —  | —  |     |
| "—" signifie que le single n'est pas sorti ou classé dans le pays. |      |    |    |     |

## Autres apparitions
| Titre                     | Année | Album                 | Artiste                                             |
| ------------------------- | ----- | --------------------- | --------------------------------------------------- |
| Do It                     | 2010  |                       | Lazee                                               |
| Like a G6 (Red One Remix) | 2010  | Like A G6 The Remixes | Far East Movement avec Dev, The Cataracs et Mohombi |
| She Owns the Night        | 2010  | Wired                 | Far East Movement                                   |
| Sanford et Son            | 2010  | Q : Soul Bossa Nostra | Quincy Jones                                        |
| Hula Hoop                 | 2011  | Kinanda               | Stella Mwangi                                       |